# Sajtoskál
Sajtoskál là một thị trấn thuộc hạt Vas, Hungary. Thị trấn này có diện tích 9,41 km², dân số năm 2010 là 416 người, mật độ 44 người/km².